# Multitudes
Multitudes é uma revista política, artística e filosófica trimestral, em língua francesa, fundada em 2000 por Yann Moulier-Boutang, diretor de redação, e dirigida pelo coletivo da Associação Multitudes, em parceria com as Edições Amsterdam.  

## Linha Editorial
Situada no campo de uma esquerda crítica, Multitudes não se pretende reformista nem dogmática, mas aberta à pluralidade de pontos-de-vista sobre a transformação do mundo, para além da figura do proletariado e de sua consciência de classe, insuficientes nos dias de hoje para provocar uma mudança nas relações sociais sob o capitalismo.
A revista teve um grande impacto sobre a renovação do substrato teórico e intelectual dos movimentos sociais na França e na Itália. Suas pesquisas levaram à discussão de questões sobre temas como propriedade intelectual, ativismo midiático, “hacktivismo”, construção da Europa e guerra global -  noções que fazem parte do arsenal teórico posto à disposição dos novos movimentos sociais em escala global.
Os temas abordados na revista têm, então, filiação direta com os trabalhos de Antonio Negri e Michael Hardt – e principalmente com a teoria apresentada em seu livro Império. Ambos tentam fazer convergir o pensamento filosófico e político do operaismo italiano com a filosofia de Michel Foucault, Gilles Deleuze e Félix Guattari.
Multitudes sucedeu à revista Futur Antérieur, criada por Antonio Negri e Jean-Marie Vincent. A revista participa ativamente dos fóruns sociais e é parte atuante do movimento antiglobalização.

## Para ler

### Pela internet
Quase todo o conteúdo da revista está disponível na internet - excluídos apenas os quatro números mais recentes.  Também no site estão os arquivos das revistas Futur Antérieur e Alice, assim como textos dos movimentos autonomistas francês e italiano, escritos por Antonio Negri, Mario Tronti e Franco Berardi, entre outros. Uma lista de discussão,  “Multitudes-info”, também é acessível pelo site da revista.

### Em papel
Multitudes é distribuída na Europa pela Les Belles Lettres Diffusion Distribution. Assinaturas e números antigos podem ser obtidos através da Diffusion Populaire [ligação inativa]. 